# Tony Kart
Tony Kart är ett italienskt företag som grundades 1958. De producerar gokartchassin av hög kvalitet. 
JM Racing i Carson, Kalifornien införde varumärket i USA med förare som Alex Barron, Ryan Hunter-Reay, Danica Patrick, Keith Williamson, Scott Speed och Phil Giebler. Idag efter en lång tids samarbete med distributören CompCor i USA har Tony Kart i Italien infört ett eget nätverk av återförsäljare som själva var stjärnor i Karting; förare som Keith Spicer, David Jurca och Jason Bowles. 
Tony Kart är en av de mest framgångsrika karttillverkarna någonsin, med många internationella segrar och mästerskap, med bland annat berömda förare som Michael Schumacher och Jarno Trulli. Tony Kart fortsätter att producera chassin och komponenter för karting som är utformade och byggda i Italien för amatörtävlingar och professionella. Tony Kart har också producerat det välkända Kosmic Kart-chassit samt RedSpeed, FA Kart och Exprit. 
Tony Kart vann åren 1998, 2000, 2004 och 2006 i karting World Championships med Davide Fore, en italienska förare.
De har även släppt en bok om historien om företagets framgångar med mera.